# 'Tonnage' Martin Wolfkeil
'Tonnage' Martin Wolfkeil (né le 21 mars 1900 à Hazleton (Pennsylvanie) et mort le 10 septembre 1962 à Hamilton (Ohio)) est un acteur du cinéma muet américain.

## Filmographie partielle
- 1923 : Oranges et Citrons (Oranges and Lemons) de George Jeske
- 1923 : Le Héros de l'Alaska (The Soilers) de Ralph Ceder
- 1923 : Une riche nature (Mother's Joy) de Ralph Ceder
- 1924 : Drame au bureau de poste (Postage Due) de George Jeske
- 1924 : The Buccaneers de Robert F. McGowan
- 1924 : Rupert de hands-up (en) (Rupert of Hee Haw) de Scott Pembroke
- 1924 : Écossez-moi (Short Kilts) de George Jeske
- 1924 : Fast Company (en) de Robert F. McGowan
- 1924 : Trempé jusqu'aux os (All Wet) de Leo McCarey
- 1925 : Bad Boy de Leo McCarey
- 1926 : Good Cheer (en) de Robert F. McGowan